# Laus Ptolomaei
Laus Ptolomaei este un volum de poezii al poetului român Nichita Stănescu, publicat în 1968.
Volumul conține următoarele poezii:
- Atmosfera (Mă aflam pe o terasă de pierdere)
- Prelecțiune
- Despre înfățișarea lui Ptolemeu
- Despre firile contemplative, despre ce spun ele și despre unele sfaturi pe care am a le da
- Câteva generalități asupra vitezei
- Despre viața lui Ptolemeu
- Trecerea de la noțiuni la poezie, împotrivire la aspectul pietros al versurilor de pînă acum
- Ciudă pentru prea puținele sentimente exprimate în jurul ideilor
- Despre moartea lui Ptolemeu
- Pomule, copacule, cântec, sau altfel spus, repede ochire asupra plantelor
- Câmp (Eu cred că pământul e plat)
- Aleph la puterea aleph
- Cosmogonia sau cântec de leagăn
- Axios, Axios!
- Împotriva cuvintelor
- A inventa o floare
- Cântec de scos apa din urechi
- Prin simpla luare
- Dă, Doamne, o floare albastră
- Certarea lui Euclid

1. ↑  Marian Chirulescu, Paul D. Popescu, Mihaela Radu (2021). Personalități prahovene. Dicționar biobibliografic. Darkoprint. p. 585.